# هروبا سکالا
هروبا سکالا (به چکی: Hrubá Skála) یک منطقهٔ مسکونی در جمهوری چک است که در ناحیه سمیلی واقع شده‌است. هروبا سکالا ۱۳٫۸۳ کیلومتر مربع مساحت و ۵۴۴ نفر جمعیت دارد و ۲۸۷ متر بالاتر از سطح دریا واقع شده‌است.